# Júlio Vaz Júnior

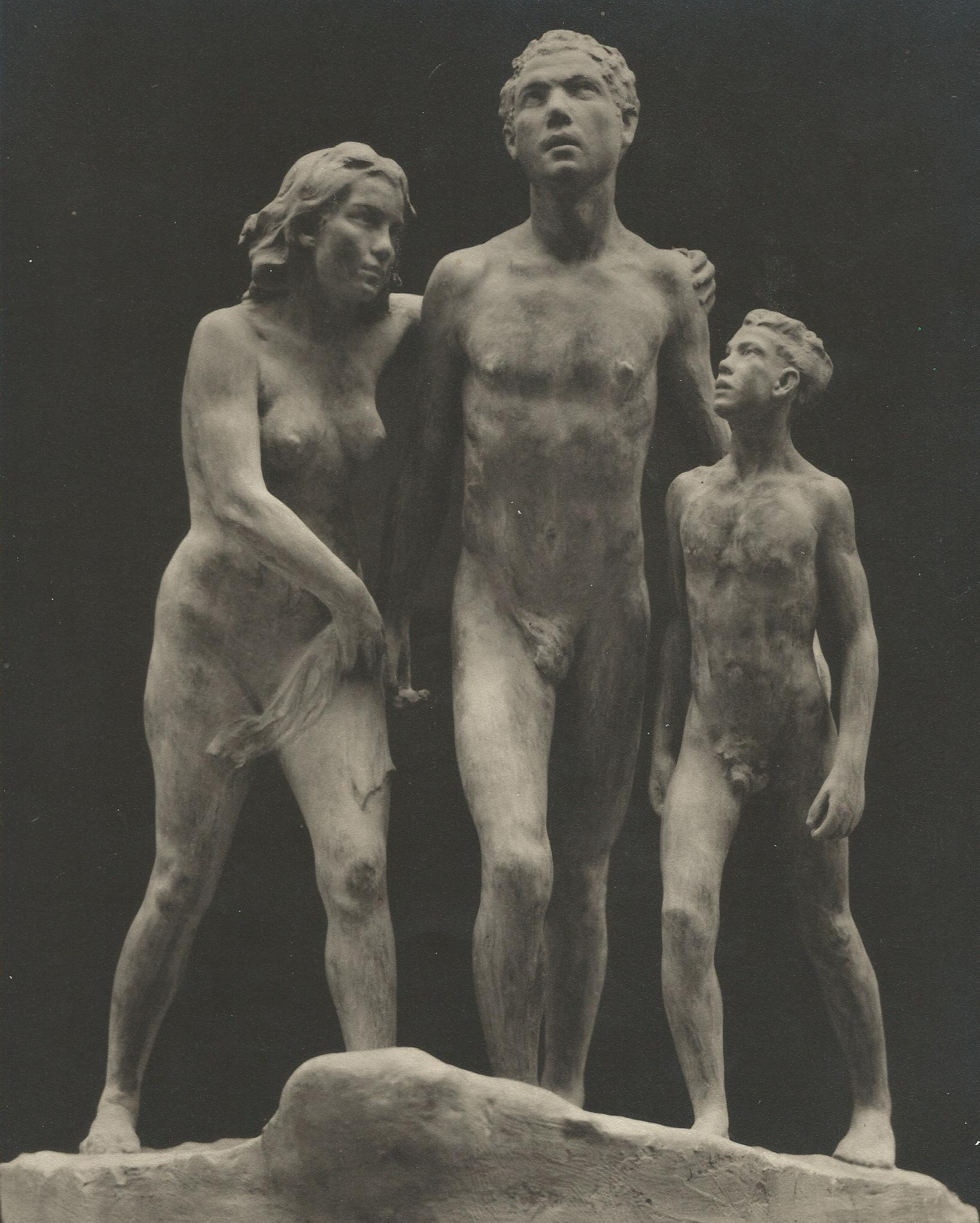
AD MELIORA

Júlio Alves de Sousa Vaz Júnior (3 de agosto de 1877, Lisboa) foi um escultor português.
Nasce na freguesia das Mercês em Lisboa a 3 de Agosto de 1877, Filho de Júlio Alves de Sousa Vaz e Maria Vitória Brandão de Sousa Vaz, irmão do Dr. Angelo Alves de Sousa Vaz (avô do Professor Júlio Machado Vaz); Casado com Emília de Azevedo Mavigné de Sousa Vaz, a sua filha, Maria Júlia (pintora) casou com Augusto Reis Machado (Historiador, Escritor e Pedagogo, Professor do Liceu Pedro Nunes em Lisboa).
Júlio Alves de Sousa Vaz ingressa em 1893 na Academia Portuense de Belas Artes onde é discipulo de Teixeira Lopes e Marques de Oliveira.
Enquanto estudante da Academia de Belas Artes do Porto, Júlio Vaz abraça a vida académica da cidade invicta, integrando a geração de 1897 do corpo de músicos da Tuna Universitária do Porto enquanto violinista.
A sua formação passa por Paris no fim do século XIX, onde tem como Mestre Jean-Antoine Injalbert na Académie de la Grand-Chaumiere.
Em 1904 integra os quadros enquanto docente da Escola Industrial Dr. Bernardino Machado e mais tarde o corpo de docentes da Escola Industrial Machado de Castro em Lisboa.

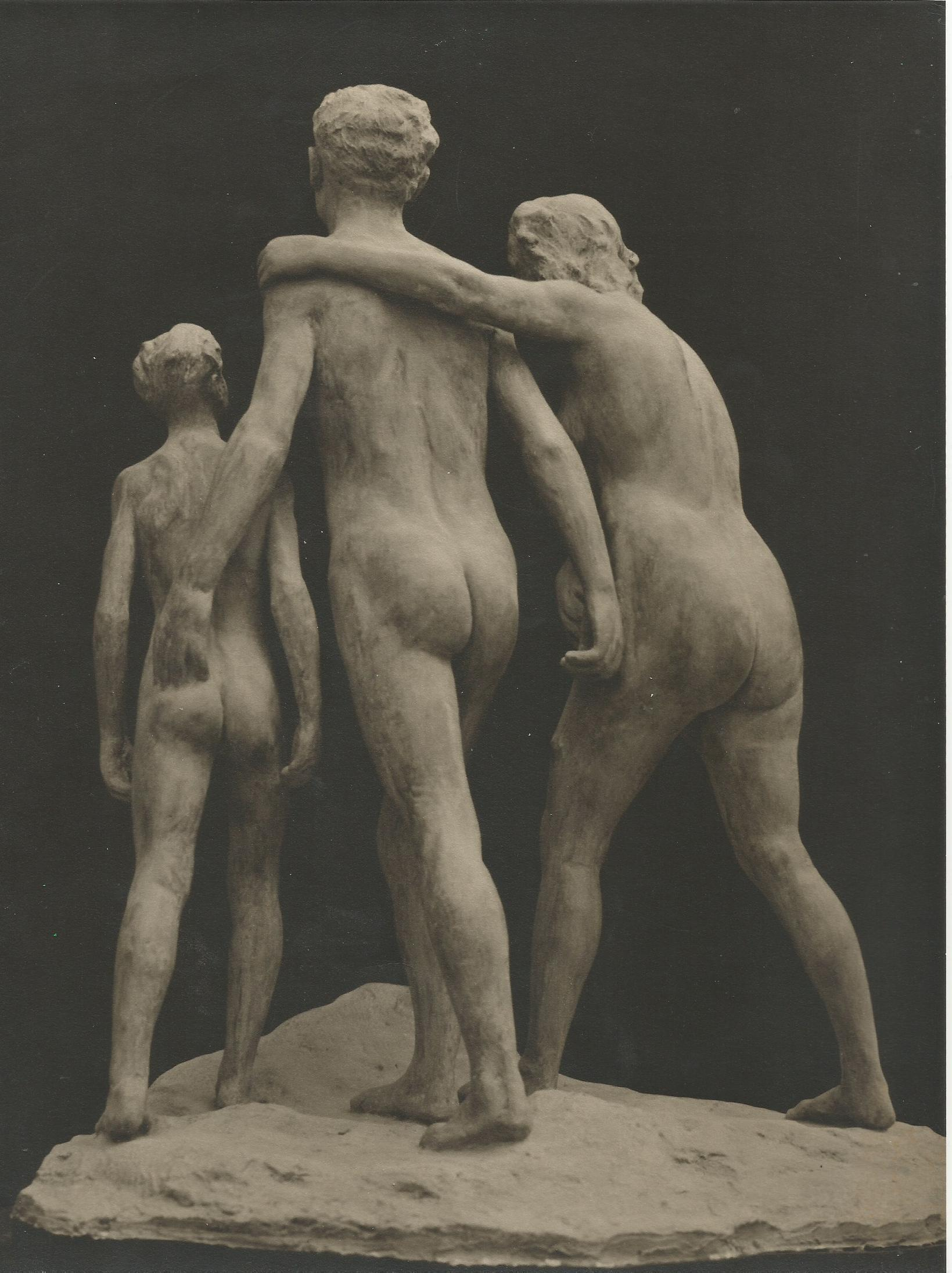
AD MELIORA 1951

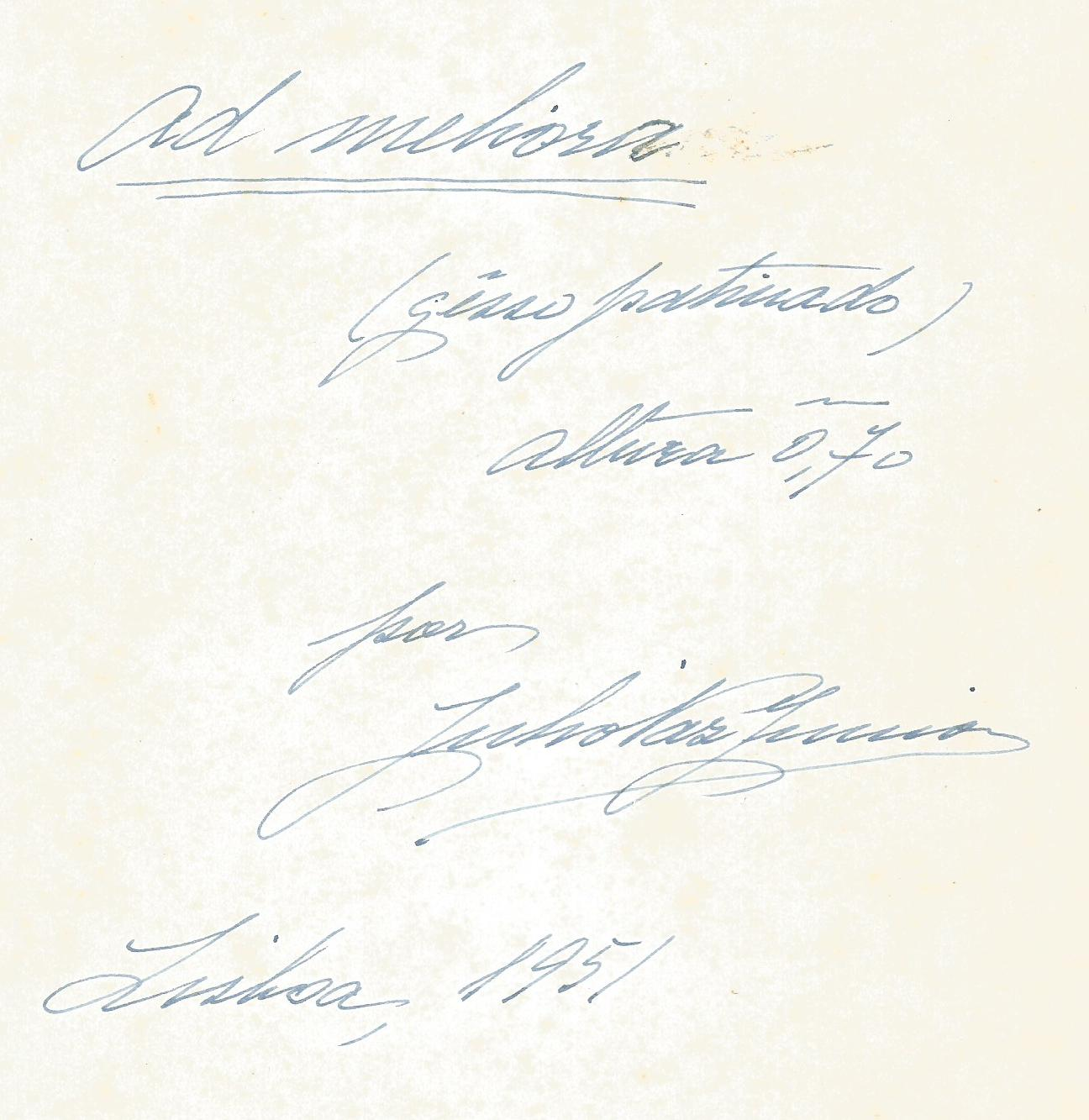
AD MELIORA assinatura de Júlio Vaz Júnior

Enquanto escultor, Júlio Vaz Júnior possui uma carreira de perto de 70 anos, trabalhando a par com a Sociedade Nacional de Belas Artes, saliento-se as seguintes obras: "Adamastor" (Miradouro de Santa Catarina - 1922/1927);
- "Octogenário" (2º prémio na Exposição no Rio de Janeiro em 1908);
- "Austera", peça produzida em 1911, vencedora do 3º Prémio atribuído no concurso aberto pela Câmara Municipal de Lisboa;
- "A Eloquência", peça produzida em 1915, Sala dos Deputados da Assembleia da República, Palácio de S. Bento;[2]
- "Receosa", peça produzida em 1924, apresentada na XXIIª Exposição da SNBA;
- "Dr. José Leite de Vasconcelos", peça produzida em 1932, apresentada na Exposição da SNBA no ano de 1937;
- "Monumento aos Mortos da Grande Guerra de 1914-1918", Lamego;[3]
- "Simplicidade", Ministério das Finanças, Lisboa;
- "Fidelidade", Avenida Gomes Pereira, Benfica, Lisboa;
- "Ad Meliora";
- "Viriato";
- "Lusitânia";
- "A Vaga";
- "Ignota Dea";
- "Ad Meliora" (1951), uma obra dedicada à Família e ao seu ideal de contínua melhoria da Humanidade!

Possuía o grau de cavaleiro da Ordem de Instrução Pública, uma medalha de ouro obtida no Rio de Janeiro, Brasil, bem como uma medalha de bonze e uma primeira medalha da Sociedade Nacional de Belas Artes.
Teve o seu atelier em Lisboa, na Tapada das Necessidades, na Casa do Regalo, depois de 30 anos no Extinto Convento das Trinas de onde saiu em Setembro de 1945.
Júlio Vaz Júnior vem a falecer no ano de 1963.